# Роберт Хабек
Роберт Хабек (на немски: Robert Habeck) е германски писател и политик от „Съюз 90/Зелените“. В периода от 2021 до 2025 г. е вицеканцлер на Германия, федерален министър по икономическите въпроси и действията по климата в кабинета на канцлера Олаф Шолц и депутат в германския Бундестаг, излъчен от избирателен район Фленсбург-Шлезвиг. От 2018 до 2022 г. заедно с Аналена Бербок е съпредседател на „Съюз 90/Зелените“. На федералните избори в Германия през 2021 г. заедно с Бербок се кандидатира за канцлер на Германия.

## Биография
Роден е на 2 септември 1969 г. в град Любек, провинция Шлезвиг-Холщайн, Западна Германия. През 2009 г. Хабек е избран за депутат от листата на Зелените в парламента на провинция Шлезвиг-Холщайн и става председател на групата. Както на предсрочните избори през 2012 г., така и на федералните избори през 2017 г. той се кандидатира като водач на листата на своята партия. От 2012 г. до 2018 г. заема длъжността заместник министър-председател и министър на енергийната революция, земеделието, околната среда и природата (от 2017 г. и на цифровизацията) в кабинетите на Торстен Албиг и на Даниел Гюнтер. След избора му за федерален председател на партията си през 2018 г. той се оттегля от поста си на министър. На федералните избори през 2025 г. Хабек се кандидатира за канцлер и губи прекия си мандат от избирателния си район Фленсбург – Шлезвиг, но е избран за депутат в 21-вия Бундестаг чрез провинциалната листа.